# Diadochit
Diadochit ist ein eher selten vorkommendes Mineral aus der Mineralklasse der Sulfate mit der chemischen Zusammensetzung Fe3+2[OH|SO4|PO4]·6H2O.
Diadochit kristallisiert im triklinen Kristallsystem, entwickelt jedoch überwiegend knollenförmige, massige Mineral-Aggregate oder krustige Überzüge, selten auch mikroskopisch kleine, sechsseitige, flache Kriställchen von gelbbrauner, rotbrauner oder gelbgrüner Farbe.

## Etymologie und Geschichte
Erstmals beschrieben wurde Diadochit 1837 durch August Breithaupt, der das Mineral nach dem altgriechischen Wort διάδοχος für Nachfolger benannte, da es als Sekundärmineral dem Pitticit (Fe3+2(AsO4)(SO4)(OH)·nH2O) durch Austausch von Arsen durch Phosphor nachfolgt. Als Typlokalität gilt Arnsbach, ein Ortsteil von Probstzella in Thüringen.

## Klassifikation
In der alten (8. Auflage) und neuen Systematik der Minerale (9. Auflage) nach Strunz gehört der Diadochit zur Abteilung der „Wasserhaltigen Phosphate mit fremden Anionen“. Seit der neuen Strunz’schen Mineralsystematik ist diese Abteilung allerdings präziser auch nach der Größe der beteiligten Kationen und dem Verhältnis Hydroxygruppe zu Kationenkomplex unterteilt. Das Mineral findet sich entsprechend in der Unterabteilung „Mit ausschließlich mittelgroßen Kationen; (OH usw.) : RO4 < 1 : 1“.
Die Systematik der Minerale nach Dana ordnet den Diadochit in die Abteilung „Zusammengesetzte Phosphate etc., (Hydratisierte zusammengesetzte Anionen mit Hydroxyl oder Halogen)“ ein.

## Kristallstruktur
Diadochit kristallisiert triklin in der Raumgruppe P1 (Raumgruppen-Nr. 2) mit den Gitterparametern a = 9,57 Å; b = 9,72 Å; c = 7,31 Å; α = 98,7°; β = 107,9° und γ = 63,9° sowie zwei Formeleinheiten pro Elementarzelle.

## Varietäten und Modifikationen
Eine wasserfeste, feinkristalline Substanz mit ähnlicher Zusammensetzung (~20 % P2O5, ~27 % SO4) wird teils als Destinezit bezeichnet, teils als kristalline Varietät des Diadochits betrachtet. Mit hellbeigen bis graubraunen Krusten überzieht sie den Fels auch an trockenen, luftigen Stellen. Als Typlokalität gelten die Saalfelder Feengrotten (Thüringen).

## Bildung und Fundorte

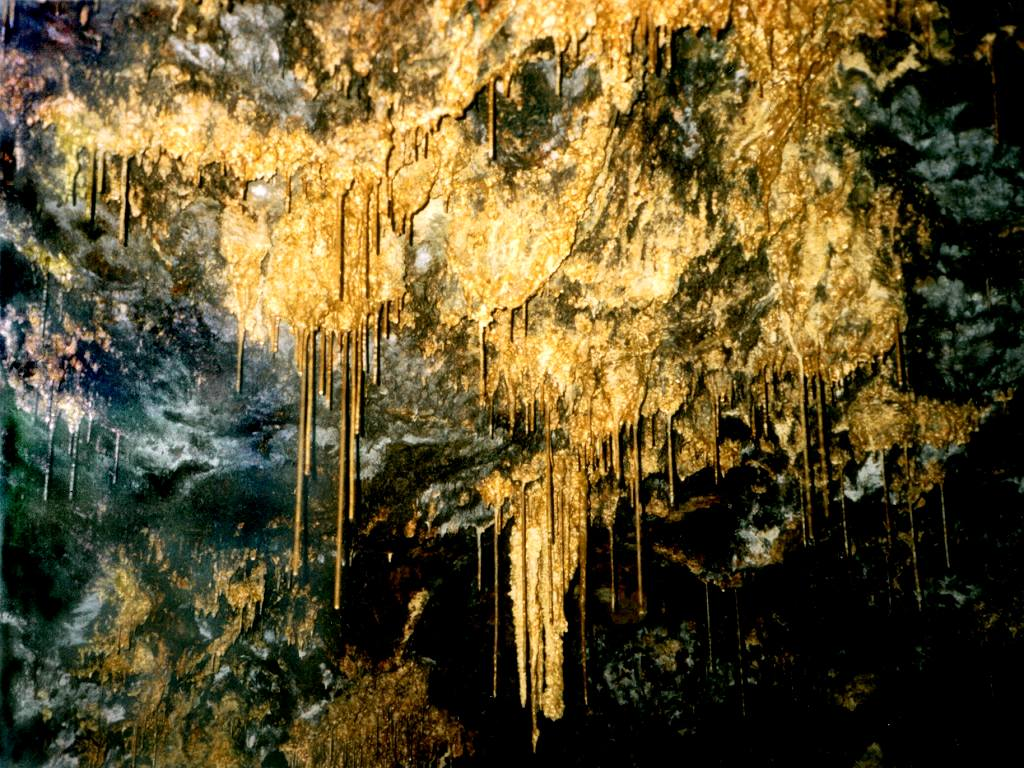
Diadochit-Stalaktiten von bis zu 40 cm Länge in der Tropfsteingrotte des Besucherbergwerkes Alaunwerk Mühlwand

Diadochit bildet sich als Sekundärmineral bei der zum Teil mikrobakteriell induzierten Oxidation von Eisendisulfid (Markasit, Pyrit) und Phosphorit zu Schwefel- und Phosphorsäure, welche anschließend Eisen und andere Metalle aus den umgebenden Gesteinen lösen (Verdrängung schwacher Säuren durch starke). In ehemaligen Alaunschiefer-Bergwerken tritt er oft massenhaft auf und bildet hier zum Teil farbenprächtige Tropfsteine, Sintergebilde und Überzüge. Begleitminerale sind unter anderem Delvauxit, Pitticit, Vashegyit, Vivianit, Wavellit und anderen Phosphatmineralen.
Diadochit konnte bisher an mehr als 70 Fundorten nachgewiesen werden (Stand: 2009), so unter anderem bei Lubango in Angola; bei Mons, Visé und Anhée in Belgien; Baden-Württemberg, Bayern, Nordrhein-Westfalen, Sachsen und Thüringen in Deutschland; bei Huelgoat und Peycheguard in Frankreich; England in Großbritannien; Italien; im kanadischen Yukon; in den Gurktaler Alpen und bei Leoben in Österreich; Rumänien; Slowakei; im tschechischen Böhmen; Ungarn; sowie in mehreren Regionen der USA.